# Główny Urząd Nadzoru Budowlanego
Główny Urząd Nadzoru Budowlanego (GUNB) – urząd administracji rządowej obsługujący Głównego Inspektora Nadzoru Budowlanego i działający pod jego bezpośrednim kierownictwem.

## Kierownictwo
- vacat – Główny Inspektor Nadzoru Budowlanego[1]
- Filip Prusik-Serbinowski – zastępca Głównego Inspektora Nadzoru Budowlanego od 22 maja 2024[2]
- Michał Widelski – dyrektor generalny